# Olga Rebristaya
Olga Vladímirovna Rebristaya (en ruso: Ольга Владимировна Ребристая, 1930) es una botánica rusa. Desarrolla actividades académicas en el Instituto Botánico Komarov, de la Academia de Ciencias de Rusia, San Petersburgo.
- La abreviatura «Rebrist.» se emplea para indicar a Olga Rebristaya como autoridad en la descripción y clasificación científica de los vegetales.[2]